# Neoemadiellus ranomafanaensis
Neoemadiellus ranomafanaensis är en skalbaggsart som beskrevs av Maté 2007. Neoemadiellus ranomafanaensis ingår i släktet Neoemadiellus och familjen Aphodiidae. Inga underarter finns listade i Catalogue of Life.